# Domenicer

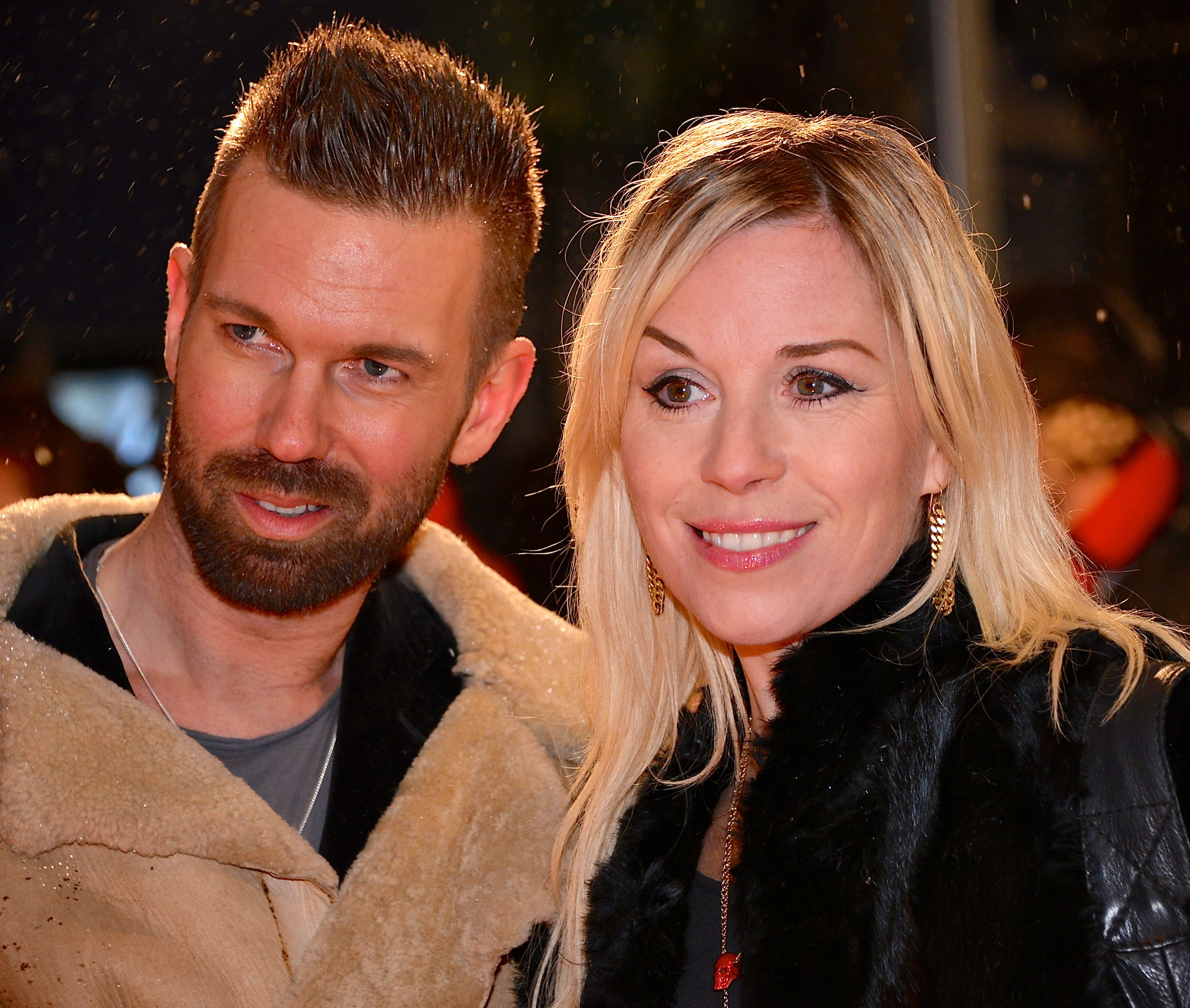
Martin Blix & Josefin Crafoord i Stockholm i december 2012.

Domenicer är en svensk musikgrupp som bildades i slutet av 1990-talet och som består av Josefin Crafoord, Martin Blix och Wai Chan.
Gruppen släppte två singlar: Disco Dance (1999) och Dolce Marmellata (2000).
Martin Blix skrev tillsammans med Bobby Ljunggren och Henrik Wikström låten Rain till artisten Josef som var med i Melodifestivalen 2005.
I augusti 2008 släppte gruppen singeln Rider omkring – en Freestyle-cover. Singeln innehåller även låten Pornstar (Like Traci Lords) i två versioner.
9 mars 2010 släppte Domenicer Bög mamma kines på iTunes Store. Videon till låten spreds som en löpeld via bloggar och fick på 2 dagar över 100 000 visningar på Youtube; då censurerades videon och fick en åldersgräns på 18 år.

## Singlar
- Disco Dance (1999)
- Dolce Marmellata (2000)
- Rider omkring (2008)
- Bög mamma kines (2010)